# King Range
King Range je menší pohoří v severozápadní Kalifornii, v kraji Humboldt County, ve Spojených státech amerických.
Je součástí Kalifornského pobřežního pásma. Nachází při pobřeží Tichého oceánu.

## Geografie, flora a fauna
Pohoří má hornatý a obtížně dostupný terén. Z tohoto důvodu bylo (v roce 1936 a 1937) při stavbě kalifornské Pobřežní silnice č. 1. (State Route 1) rozhodnuto, vést ji v této oblasti vnitrozemím. Dnes je pohoří King Range součástí přírodní rezervace King Range Wilderness.
Nejčastěji zastoupenými stromy v pohoří jsou pobřežní douglaska tisolistá a sekvoje vždyzelené. Největší místní řekou je Mattole River. Z fauny zde žijí například pelikán hnědý, orel bělohlavý, wapiti západní, liška šedá nebo medvěd baribal.